# Расмуссен, Йорген Скафте
Йёрген Скафте Расмуссен  (англ. Jørgen Skafte Rasmussen; 30 июля 1878, Наксков, Дания — 12 августа 1964, Копенгаген, Дания) — датский инженер-изобретатель. Один из основателей компании «DKW», занимавшейся производством автомобилей.

## Биография
Родился в семье капитана, который умер, когда Йёрген Скафте был ещё ребёнком. Учился в средней школе в Накскове, затем в 1894 году переехал на учёбу в Копенгаген. Когда Йёргену было 19 лет, умерла его мать, и он был вынужден продолжать обучение, одновременно начал работать в Нюкёбинге в качестве инженера по двигателям.
В 1898 года Йёрген переехал в Германию, где продолжил обучение, занимаясь машиностроением и электротехникой в Университете Митвайда (Саксония). Однако через два года был отчислен за неудовлетворительную успеваемость и был вынужден продолжить обучение во вновь образованном университете прикладных исследований Цвиккау, куда он сдавал экзамены в 1902 году. Через год зарегистрировал первую полезную модель в Германии (нем. Gebrauchsmuster), выточенную на токарном станке.
В 1921 году Расмуссен зарегистрировал компанию «DKW», занимавшуюся производством мотоциклов, а затем автомобильную компанию Framo. В 1928 году приобрёл большую часть акций Audi, которая через четыре года стала частью германского автомобильного концерна Auto Union, в который также вошла фабрика Zschopauer Motorenwerke и ряд других.
Биржевой крах 1929 года, а также последовавшая за ним Великая Депрессия нанесли серьёзный удар по бизнесу Расмуссена, так как спрос на мотоциклы и пассажирские автомобили упал. В 1930 году Региональный Банк Саксонии, который финансировал компанию Расмуссена в 1920-е, настоял на включении в состав Совета директоров концерна Ричарда Брана, который начал рационализацию производств и бизнеса. В итоге, в составе «Auto Union» к лету 1932 года осталось всего четыре основных компонента: «Audi», «DKW», «Horch», а также производитель автозапчастей «Wanderer». Компания «Auto Union» начала стремительно расти и стала вторым в Германии производителем автомобилей, уступая только «Opel» по доле рынка. После Второй Мировой войны, «DKW» попал в Восточную Германию, а завод стал частью MZ.
Расмуссен оставался членом совета директоров компании до 1934 года, когда у него возникли «разногласия» с другими членами совета. Затем он покинул Цвиккау и купил дом в Сакроу, что в настоящее время является частью города Потсдам, где проживал с семьей до 1945 года. В 1945 году при наступлении советских войск он выехал во Фленсбург, а в 1947 году вернулся в Данию.
С 1947 года Расмуссен жил в Харесковби, где в 1950-е году построил завод по производству мотоциклов под маркой DISA. После того, как ему исполнилось 75, переехал с женой в Копенгаген.